# Orticaria pigmentosa
Per  orticaria pigmentosa in campo medico, si intende una rara malattia dermatologica, la forma più comune di mastocitosi (l'anomala presenza di mastociti nel corpo).

## Epidemiologia
Colpisce prevalentemente in età pediatrica, la malattia si sviluppa in seguito ad irritazione, venendosi a produrre istamina.

## Sintomatologia
Fra i sintomi e i segni clinici ritroviamo cefalea, diarrea, anomalie del ritmo cardiaco come in caso di tachicardia, sensazione di prurito, sincope. Si mostrano dei pomfi e lesioni di colore marrone

## Terapia
Cambia a seconda dei sintomi riscontrati, antistaminici vengono somministrati nella maggioranza dei casi, in alternativa ai corticosteroidi.

## Prognosi
La malattia ha una durata variabile, ma la prognosi risulta buona in quasi tutti i casi.